# Sekretär (Vogel)
Der Sekretär (Sagittarius serpentarius) ist eine große Greifvogelart, die weite Teile des afrikanischen Kontinents südlich der Sahara bewohnt. Er besiedelt offene und halboffene Savannenlandschaften und ernährt sich überwiegend von Großinsekten und kleinen Säugetieren, die er mit Fußtritten der langen Beine tötet. Aber auch andere Kleintiere gehören zu seiner Beute. Unter anderem ist er auch in der Lage, giftige Schlangen zu erjagen. In Gebieten mit günstigen Bedingungen besetzen manche Paare über viele Jahre ein Revier, anderswo lebt die Art stark nomadisch. Bruten finden meist zur Regenzeit statt, wenn die meiste Nahrung verfügbar ist. In den Kronen niedriger Bäume werden dann große Nestplattformen errichtet, die denen von Störchen ähneln. Aufgrund starker Bestandsrückgänge wird die Art von der IUCN als gefährdet (“vulnerable”) angesehen.
Wegen seines einzigartigen Körperbaus, der zum Teil eher an Seriemas, Trappen oder Kraniche erinnert und ihn von allen anderen Greifvögeln unterscheidet, wird der Sekretär in eine eigene, monospezifische Familie gestellt. Manche Autoren gehen sogar so weit, ihm eine eigene Ordnung Sagitariiformes zuzuweisen.  Meist wird er heute jedoch bei den Greifvögeln (Accipitriformes) als eigene Familie geführt.

## Beschreibung
Der Sekretär ist ein sehr großer, oft am Boden schreitender Greifvogel, der wegen seiner langen, stelzenartigen Beine an Trappen oder Kraniche erinnert. Er ist  mit etwa 1,20 m Höhe im Stehen etwa kranichgroß. Die Körperlänge liegt zwischen 125 und 150 cm, das Gewicht zwischen etwa 2,3 und 4,3 kg. Die Flügelspannweite beträgt zwischen 1,91 und 2,15 m, die Flügellänge zwischen 610 und 675 mm.
Der verhältnismäßig kleine Kopf wirkt adlerähnlich mit recht großen Augen und hakenförmigem, blaugrauem Schnabel, gelber Wachshaut und einer lebhaft orangen, nackten Hautpartie um das Auge. Im Unterschied zu anderen Greifvögeln sind die oberen Lider lang bewimpert.
Das Nackengefieder ist zu einer charakteristischen, langen und schütteren Haube verlängert, die aufgestellt oder an den Nacken angelegt werden kann. Die einzelnen Federn sind zur Spitze hin schwarz und spatelförmig. Möglicherweise geht der Name „Sekretär“ auf dieses Merkmal zurück, da die Federn der Haube wie hinter das Ohr gesteckte Federkiele wirken.
Der Hals ist recht kurz, sodass der Vogel damit nur bis zum Intertarsalgelenk reicht und sich komplett herabbücken muss, um den Boden zu erreichen. Die langen, dunkelrosa Beine sind bis zum Intertarsalgelenk mit schwarzen „Hosen“ befiedert. Der Tarsometatarsus ist zwischen 27,8 und 34,2 cm lang und mit kräftiger, grober Schuppung versehen, die insbesondere die Vorderseite schützt. Die Zehen sind kurz und kräftig mit ebenso kurzen, herabgebogenen Krallen. Sie erreichen nur etwa ein Fünftel der Länge derer von Adlern vergleichbarer Größe. Die beiden äußeren Vorderzehen sind gleich lang, die Hinterzehe sehr viel kleiner. Der Sekretär kann mit seinen Füßen nicht greifen, sondern tötet die Beute mit Tritten oder Schlägen von oben.

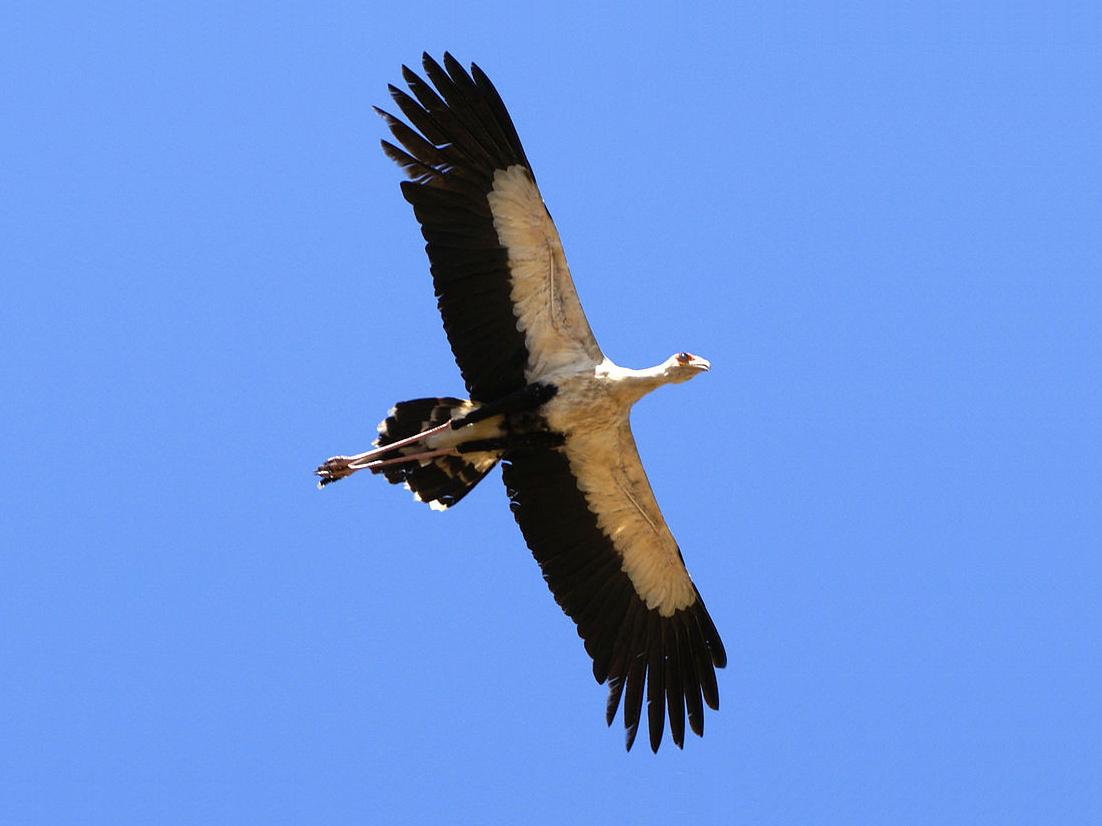
Sekretär im Flug

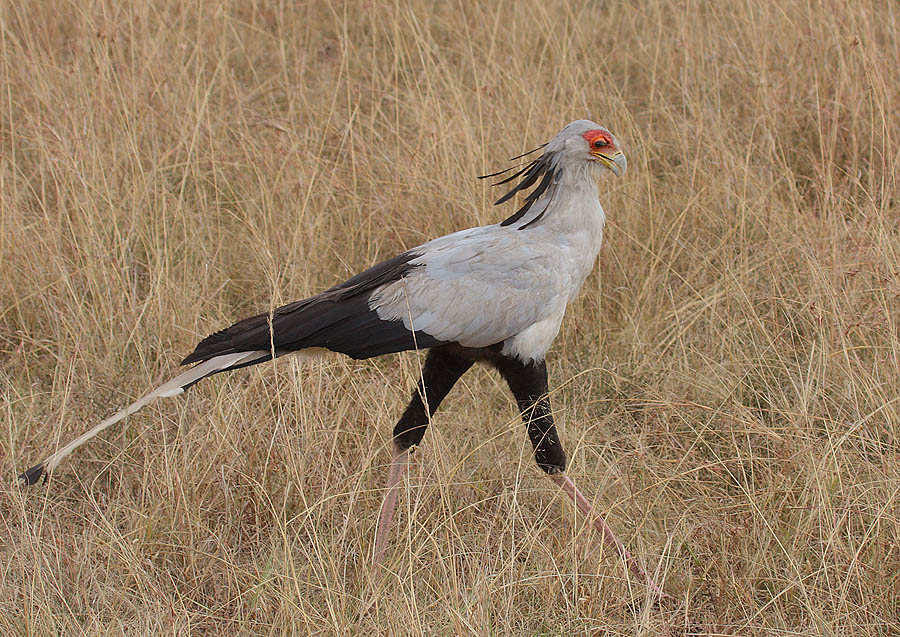
Neben der charakteristischen Federhaube fallen beim Sekretär der langbeinig schreitende Gang und die verlängerten mittleren Steuerfedern auf. Diese Merkmale, die an einen Bürodiener in schwarzen Beinkleidern, weißer Weste und langen Rockschößen erinnern mochten, haben dem Vogel mutmaßlich seinen deutschen Trivialnamen eingebracht.

Im Flugbild ist der Sekretär nahezu unverkennbar mit kleinem Kopf und langgestrecktem Hals. Die Flügel sind lang und breit, mit gerundeten Enden und vor allem für den Segelflug ausgelegt. Die Handschwingen sind adlerähnlich „gefingert“. Die äußeren Steuerfedern sind gestuft, sodass sie einen Keil bilden, über den das verlängerte mittlere Paar um etwa 20 cm hinausragt. Sie ragen auch beim fliegenden Vogel über die Füße hinaus. Der Schlagflug ist träge, langsam und wenig fördernd. Ohne ausreichende Thermik kann der Vogel ihn nicht allzu lange  durchhalten. Befindet er sich aber erst im Segelflug, ist er schnell und wendig.
Das Gefieder ist oberseits überwiegend hellgrau. Dazu kontrastieren die schwarzen Schwingen, der Unterbauch und die Beinbefiederung. Die Unterseite ist ansonsten weiß wie auch die Unterflügel-, Ober- und Unterschwanzdecken. Die Steuerfedern sind an der Basis dunkel gewölkt und sonst grau, mit breiter schwarzer Subterminalbinde und weißem Endsaum.
Die Geschlechter unterscheiden sich kaum. Männchen sind etwas größer, oberseits etwas bläulicher grau mit längerer Haube. Vögel im Jugendkleid sind kurzschwänziger und haben eine kürzere Haube. Die Unterflügel- und Unterschwanzdecken sind graubraun gebändert, das Gesicht ist weniger intensiv gefärbt. Insbesondere Weibchen zeigen am Rücken bräunliche Federsäume.

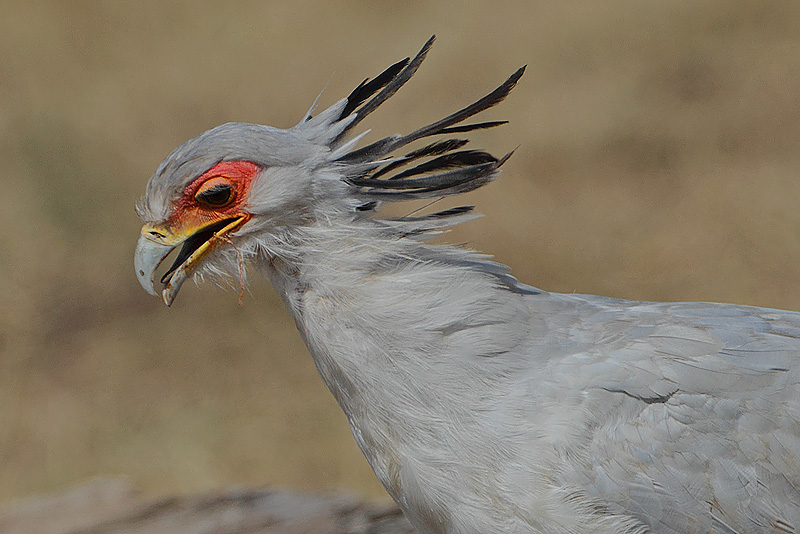
Porträt eines Sekretärs mit der auffälligen, aus langen Nackenfedern bestehenden Haube
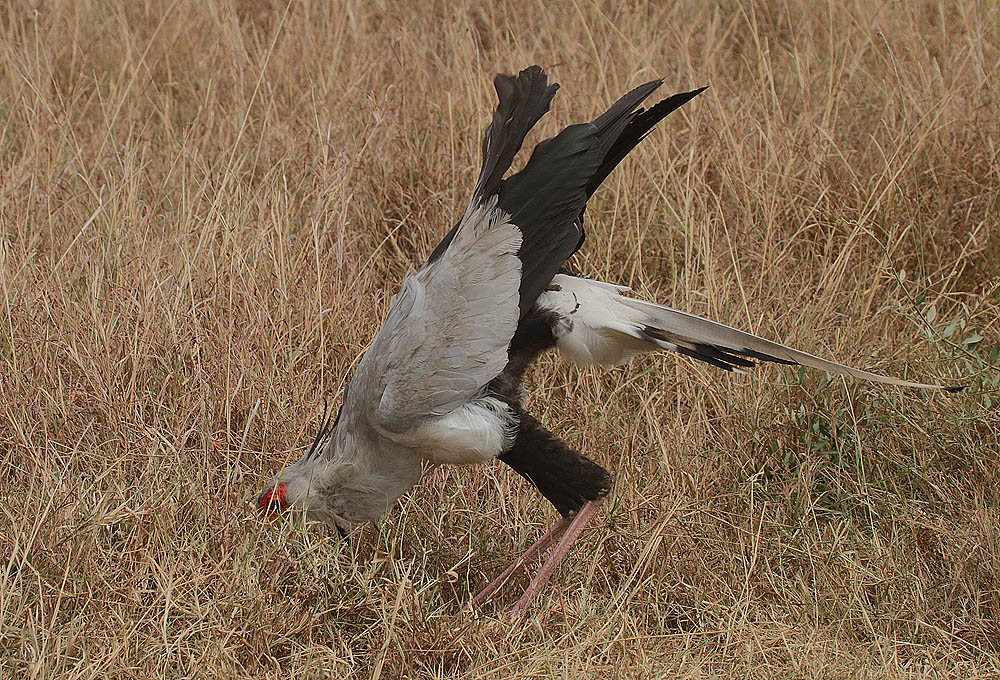
Der Hals ist recht kurz, sodass sich der Vogel tief bücken muss, um auf den Boden zu reichen.
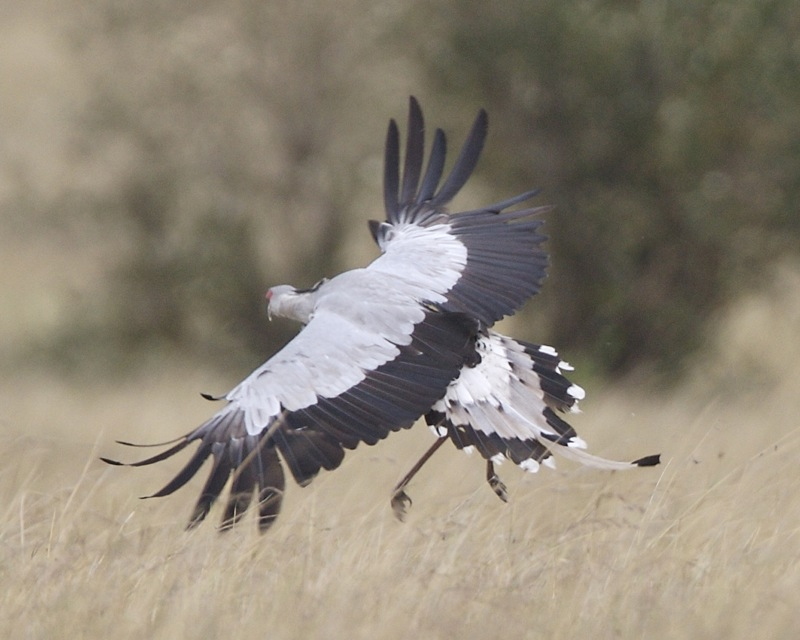
Landender Vogel mit aufgespreizten Steuerfedern
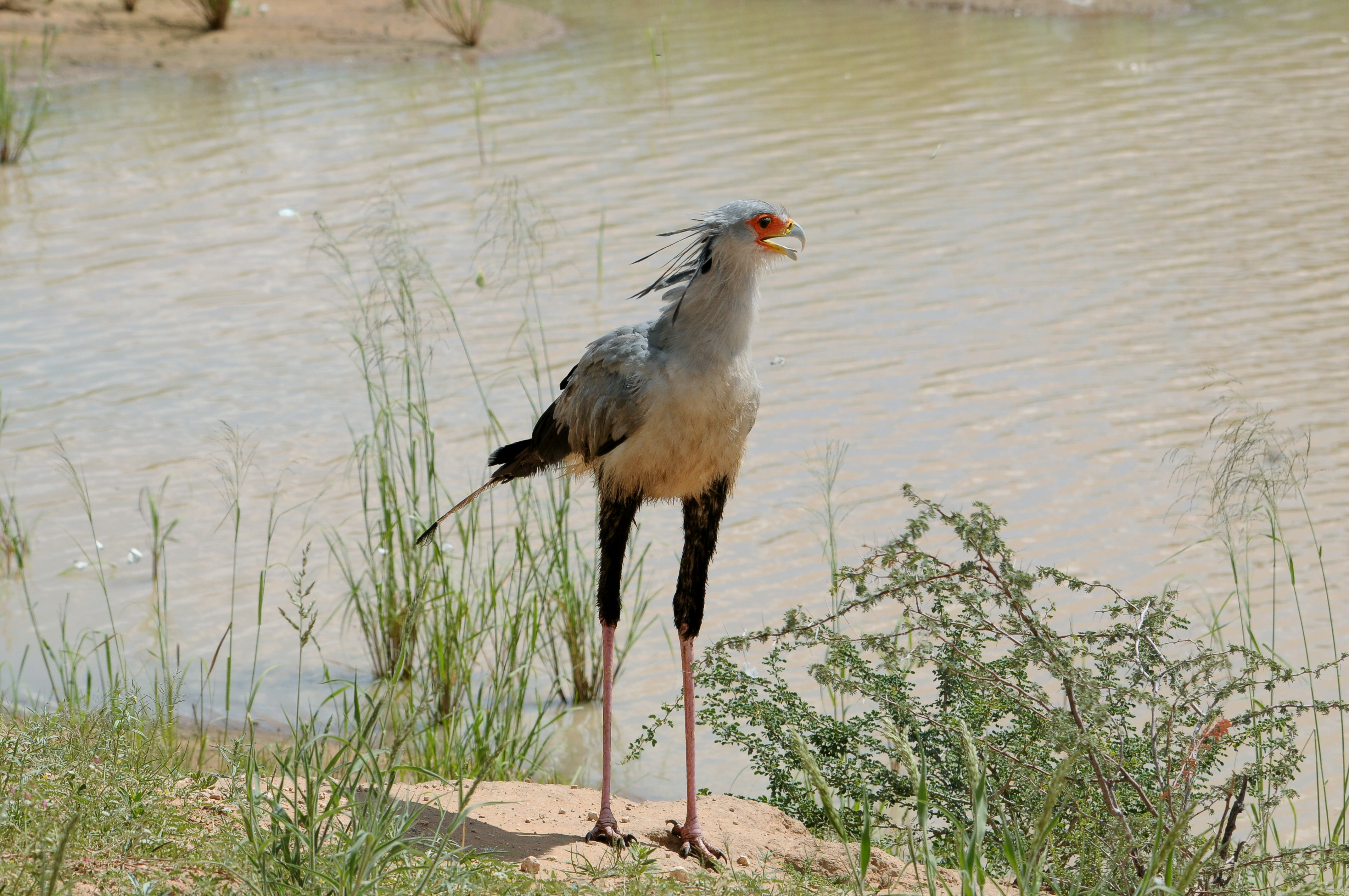
Hier sind gut die kurzen, kräftigen Zehen zu erkennen, mit denen tretend die Beute getötet wird.

## Stimme
Der Sekretär ist meist wenig ruffreudig. Der häufigste Ruf ist ein tiefes, kehliges Krächzen, das auch oft gereiht wird und das sich bei Erregung zu einem langgezogenen, heiseren Knurren steigern kann. Manchmal wird dann auch der Kopf zurückgeworfen. Diese Laute sind vorwiegend während der Flugbalz oder bei Kämpfen am Boden zu vernehmen, aber auch bei der Begrüßung der Partner am Nest. Junge äußern sie bisweilen gegenüber Feinden.
Der Alarmruf ist ein einfaches, hohes Krächzen. Bei Bedrohung werden tiefere Krächzlaute vorgebracht.  Am Nest hört man von den Partnern auch  ein weiches Gackern oder tiefe Pfiffe. Miauende oder pfeifende Laute wurden bei Vögeln am Schlafplatz beobachtet.
Der Bettelruf der Jungvögel ist in der ersten Zeit ein weiches Fiepen, das mit dem Heranwachsen zu einem fordernden Gackern, Miauen oder Quieken wird und später zu einem Schreien. Die Rufe sind auch oft des Nachts zu hören.

## Verbreitung

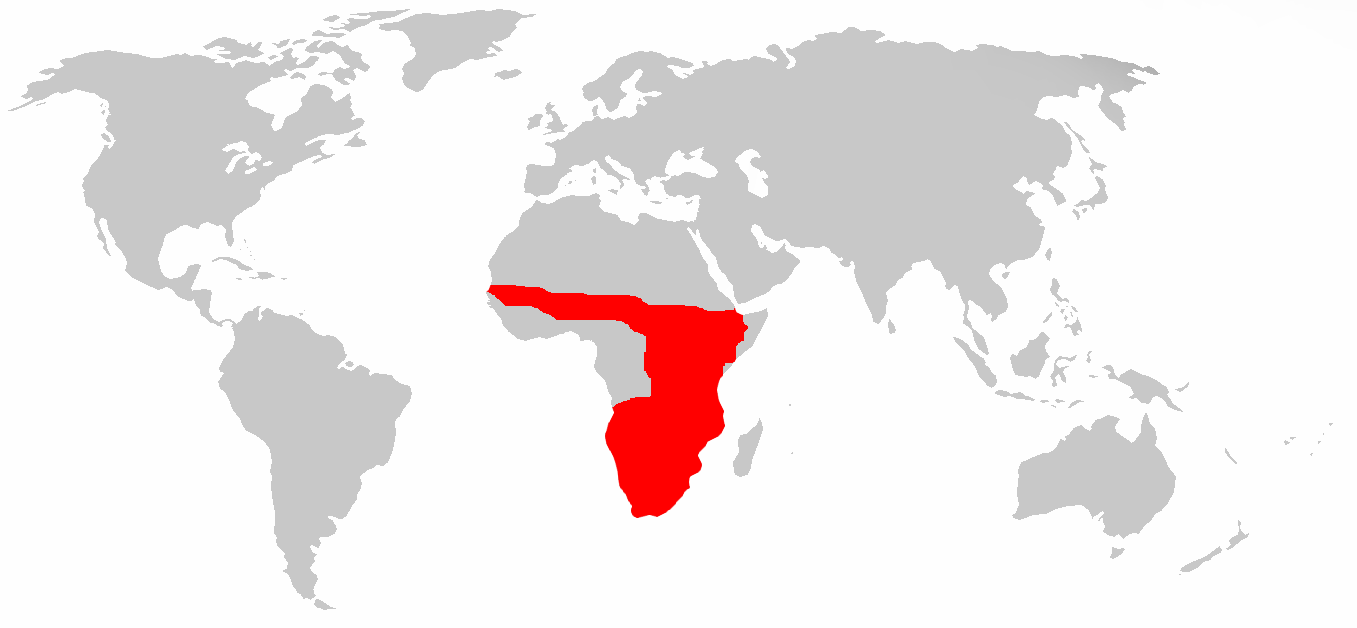
Verbreitungsgebiet (rot) des Sekretärs

Das Verbreitungsgebiet des Sekretärs erstreckt sich über große Teile der Afrotropis, wobei die Art im Regenwaldgürtel, am Horn von Afrika und auf Madagaskar fehlt. Es reicht vom südlichen Mauretanien, Senegal, Gambia und dem nördlichen Guinea ostwärts durch Mali, Burkina Faso, Ghana, Togo, Benin, die südlichen Regionen von Niger, Tschad, Sudan und die nördlichen Regionen Nigerias, Kameruns und der Zentralafrikanischen Republik bis nach Äthiopien und ins nordwestliche Somalia. Südwärts verläuft es durch den Nordosten und Südosten der Demokratischen Republik Kongo, durch Uganda, Kenia und Tansania sowie von Angola, Sambia, Malawi und Mosambik bis zum Kap der Guten Hoffnung.

## Lebensraum
Der Sekretär besiedelt vor allem offene und halboffene Savannenlandschaften, ist gelegentlich aber auch auf Getreideanbauflächen und in Halbwüsten mit schütterem Bewuchs zu finden. Am häufigsten ist er in relativ kurzgrasigen Dornstrauchsavannen mit zerstreuten Schirmakazien, die als Schlafplatz oder Nestbaum dienen können. Die Höhe des Grases liegt dabei meist um 50 cm. Stellen mit einem Bewuchs über 1 m Höhe werden genauso wie allzu dicht mit Büschen bestandene oder felsige Bereiche gemieden. Hier besteht – neben der schlechten Übersicht – die Gefahr, dass die Vögel bei Gefahr wegen der Hindernisse nicht schnell genug auffliegen oder davonlaufen können. Nur selten ist die Art daher auch auf größeren Waldlichtungen anzutreffen. Die Höhenverbreitung reicht von Seehöhe bis etwa 3000 m.

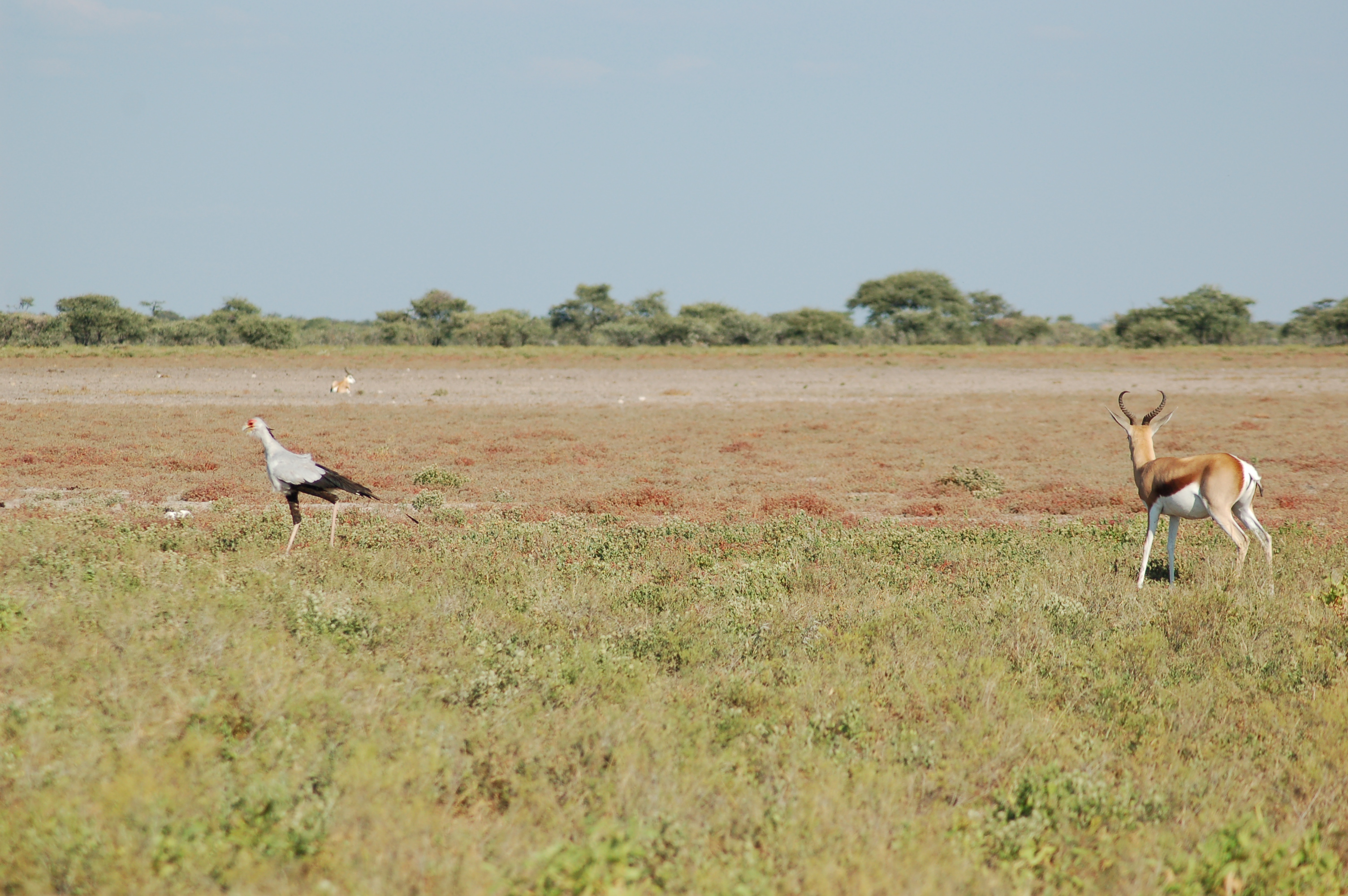
Der Sekretär bevorzugt übersichtliche Savannenlandschaften mit eher niedrigem bis mittelhohem Bewuchs.
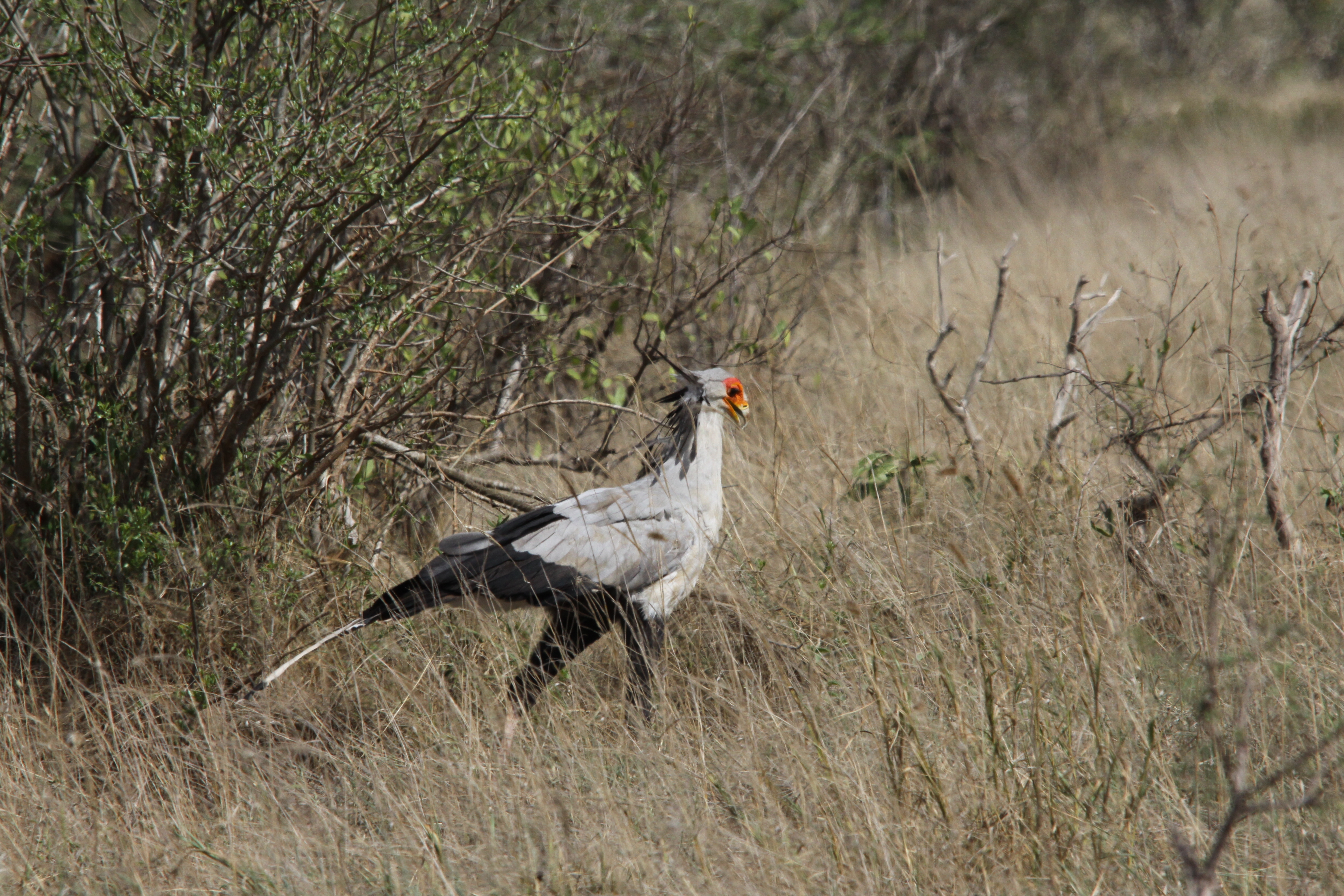
Allzu dicht mit Büschen bestandene Flächen werden eher gemieden, da die Art dort Mühe hat, schnell genug fliegend an Höhe zu gewinnen.
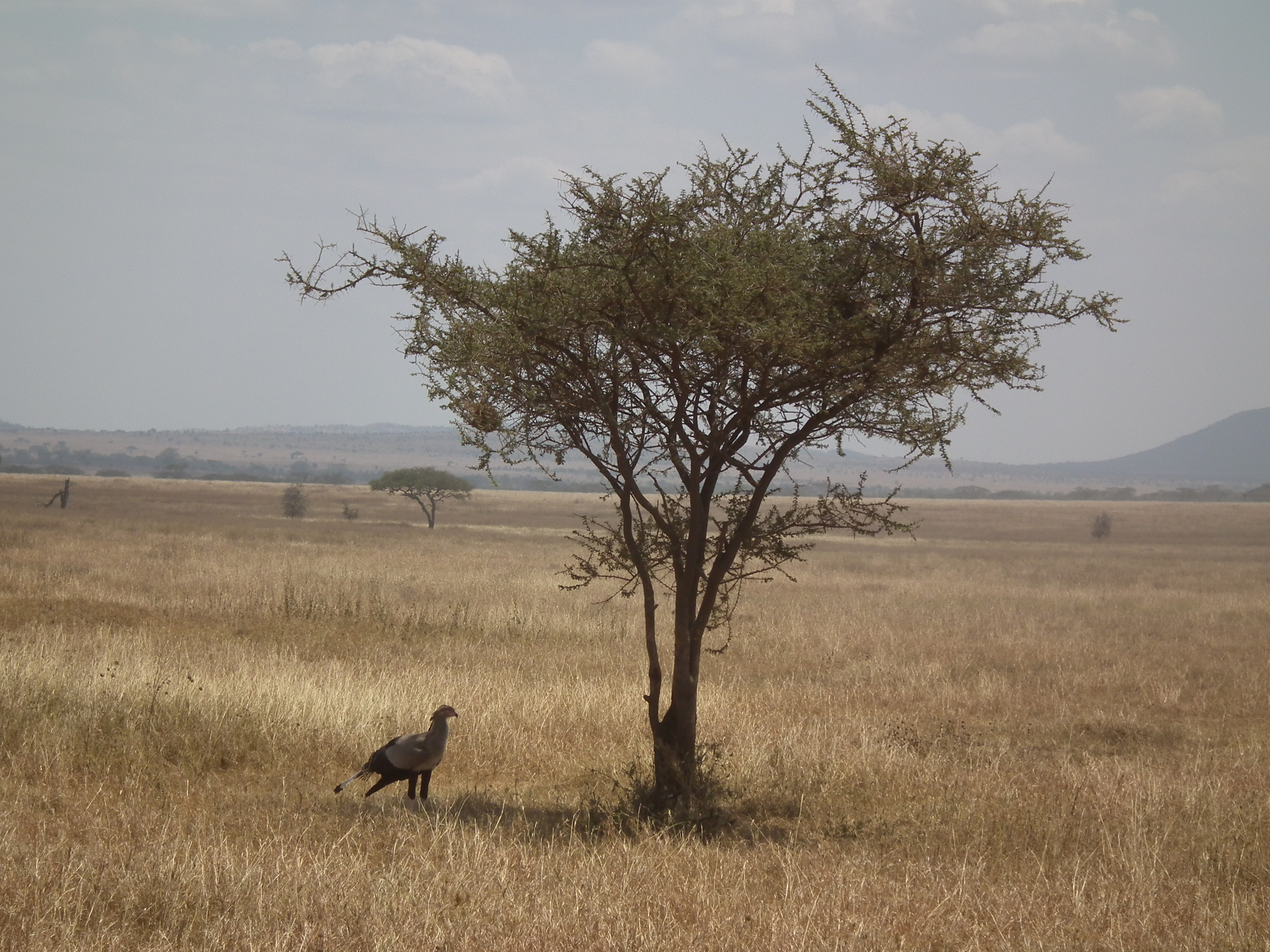
Als Schlaf- und Nistplätze werden gerne Schirmakazien genutzt.
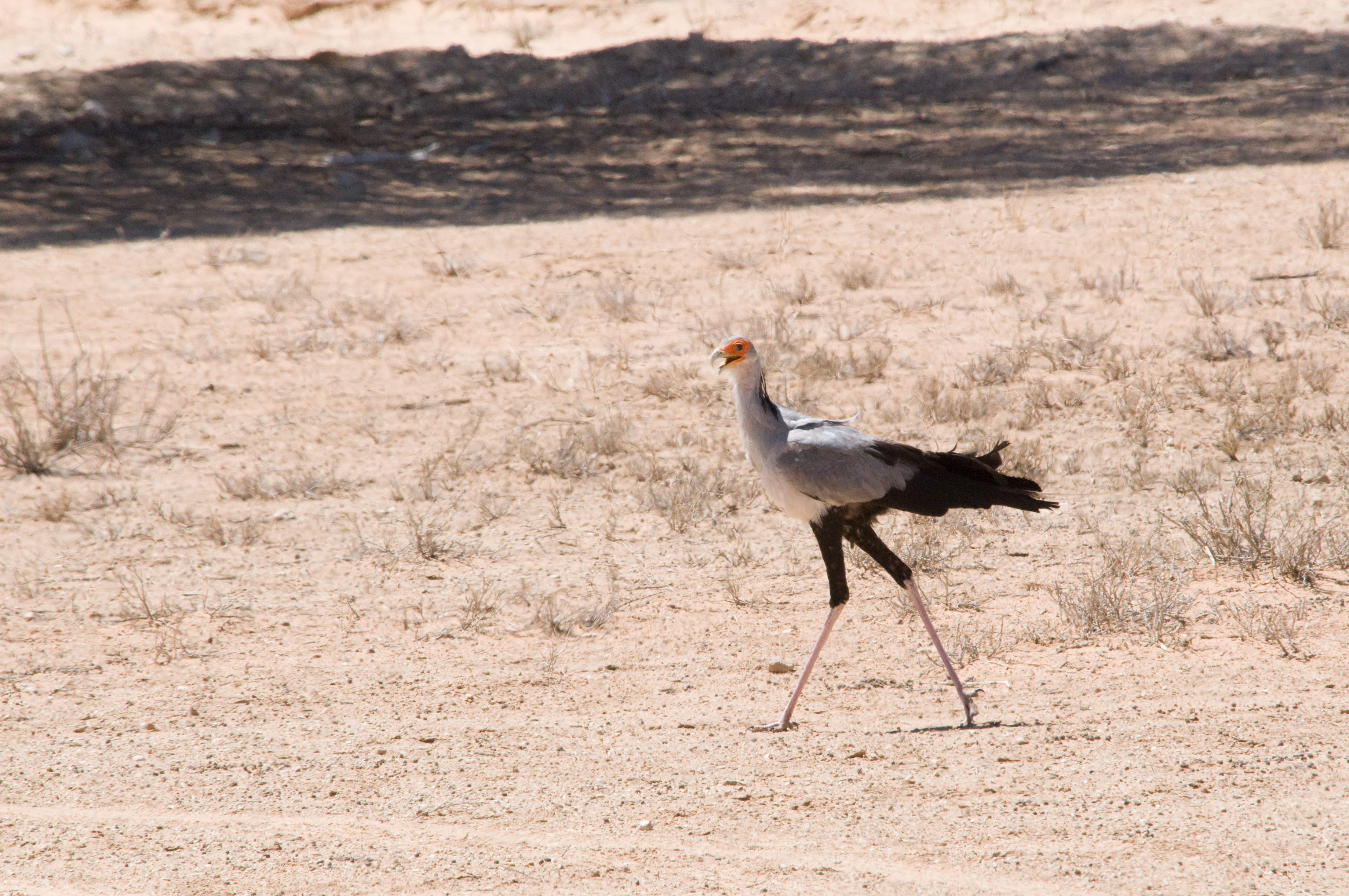
Auch in Halbwüsten tritt die Art bisweilen auf.

## Ernährung
Der Sekretär ernährt sich von kleinen bis mittelgroßen Beutetieren, die mit kräftigen Fußtritten mithilfe der kurzen, robusten und krallenbewehrten Zehen getötet werden. Die Größe reicht dabei von kleinen Faltern bis hin zu Hasen. Den zahlenmäßig größten Anteil stellen wohl Insekten wie Käfer und Heuschrecken, den gewichtsmäßig größten Teil hingegen kleinere Säugetiere wie vor allem Mäuse, aber auch Igel, Mangusten, Erdmännchen, Hörnchen und Hasen dar. Hinzu kommen Echsen, Schlangen, Chamäleons, Kleinvögel und Jungvögel größerer Arten, Eier, Haushühner, Amphibien, Krabben und kleine Schildkröten. Größere Kadaver sind für die Art nicht von Interesse.
Die Nahrung wird ausschließlich am Boden gesucht, wobei der Vogel am Tag zwischen 20 und 30 km zurücklegen kann. Dabei schreitet er – oft mit aufgerichteter Haube – mit einem Tempo von etwa 3 km/h oder 100 bis 120 Schritten pro Minute und nimmt praktisch alle geeigneten Beutetiere, die ihm unter die Augen kommen. Bisweilen verfolgt er diese in kurzen Sprints, wobei er die Flügel halb öffnet, um die Balance zu halten. Hin und wieder versucht er, Beutetiere durch stampfende Tritte, beispielsweise auf Grasbüschel, aufzuschrecken.  Vogelnester mit Eiern oder Jungen werden gezielt gesucht und ausgeräumt. Hierbei tritt der Vogel nicht nach der Beute, sondern verschluckt sie im ganzen. Seltener werden Insekten von Sträuchern abgelesen. Häufig jagt der Sekretär in der Nähe von Buschbränden, bei denen eine Menge fliehender Kleintiere, aber auch Aas zu finden ist.
Die Art ist auch in der Lage, giftige Schlangen wie Puffottern oder Kobras zu erjagen. Sie werden mit gezielten Fußtritten gegen den Kopf getötet, wobei der eigene Kopf außer Reichweite gehalten wird. Experimente mit einem Vogel in Gefangenschaft ergaben, dass die tödlichen Tritte mit einer sehr hohen Geschwindigkeit erfolgen. Der Kontakt mit der Beute dauert mit 15 ms nur ein Zehntel der Zeit des Lidschlags eines Menschen und erfolgt mit einer Wucht von 195 Newton, was dem fünffachen Körpergewicht des Vogels entspricht. Größere Beute wird bisweilen mit dem Fuß festgehalten und mit dem Schnabel zerrissen oder eine Zeit lang zwecks Vorratshaltung unter Büschen versteckt. Im Allgemeinen würgt der Sekretär aber seine Beute im Ganzen den sehr dehnbaren Schlund herunter. Unverdauliche Reste werden als Gewölle von 40 bis 45 mm Durchmesser und 30 bis 100 mm Länge hervorgewürgt. Besonders häufig sind diese in der Nähe von Schlafplätzen oder Nestern zu finden, können jedoch überall und jederzeit ausgewürgt werden.

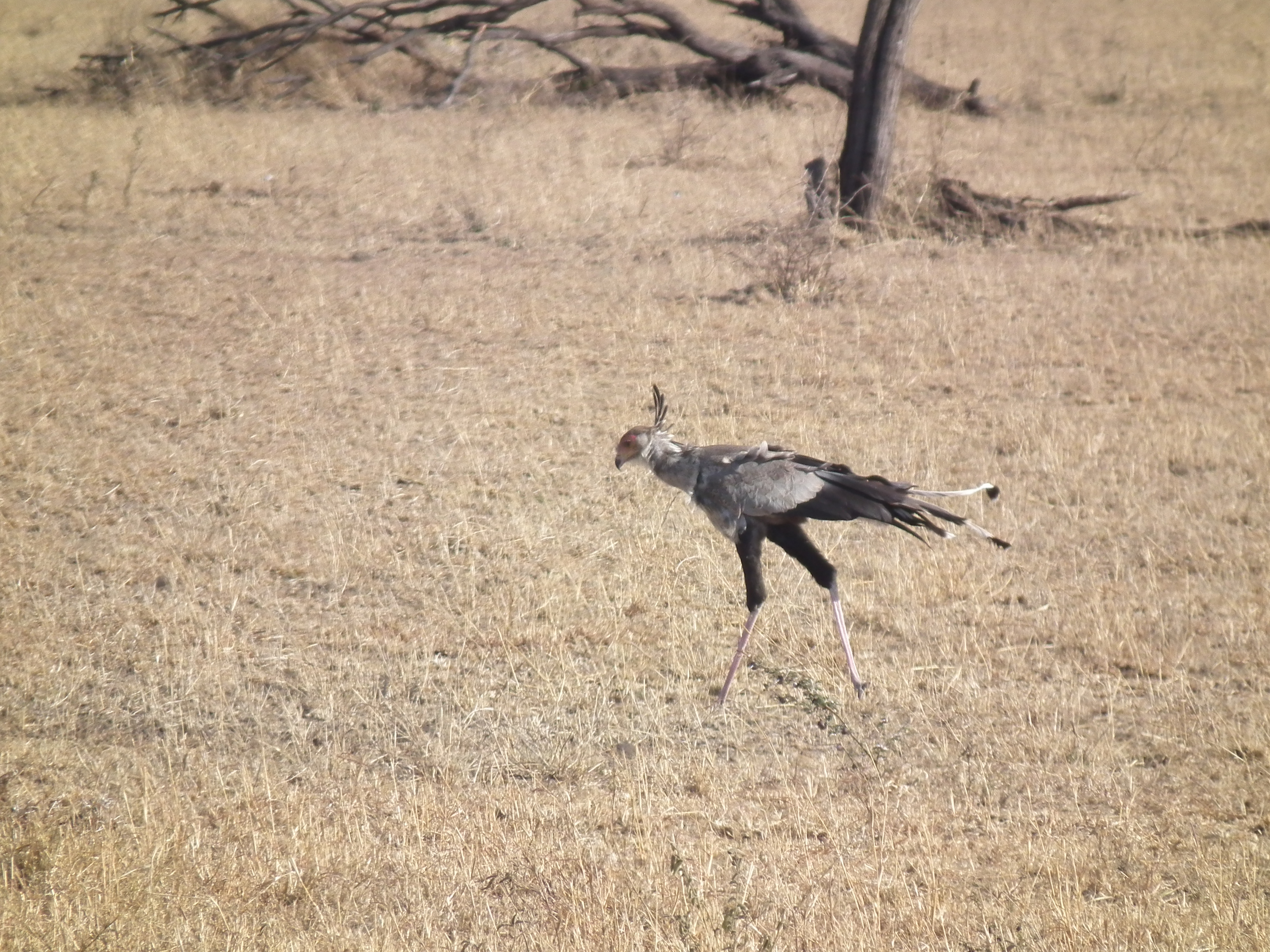
Der Sekretär sucht seine Nahrung ausschließlich am Boden und legt dabei weite Strecken schreitend zurück.
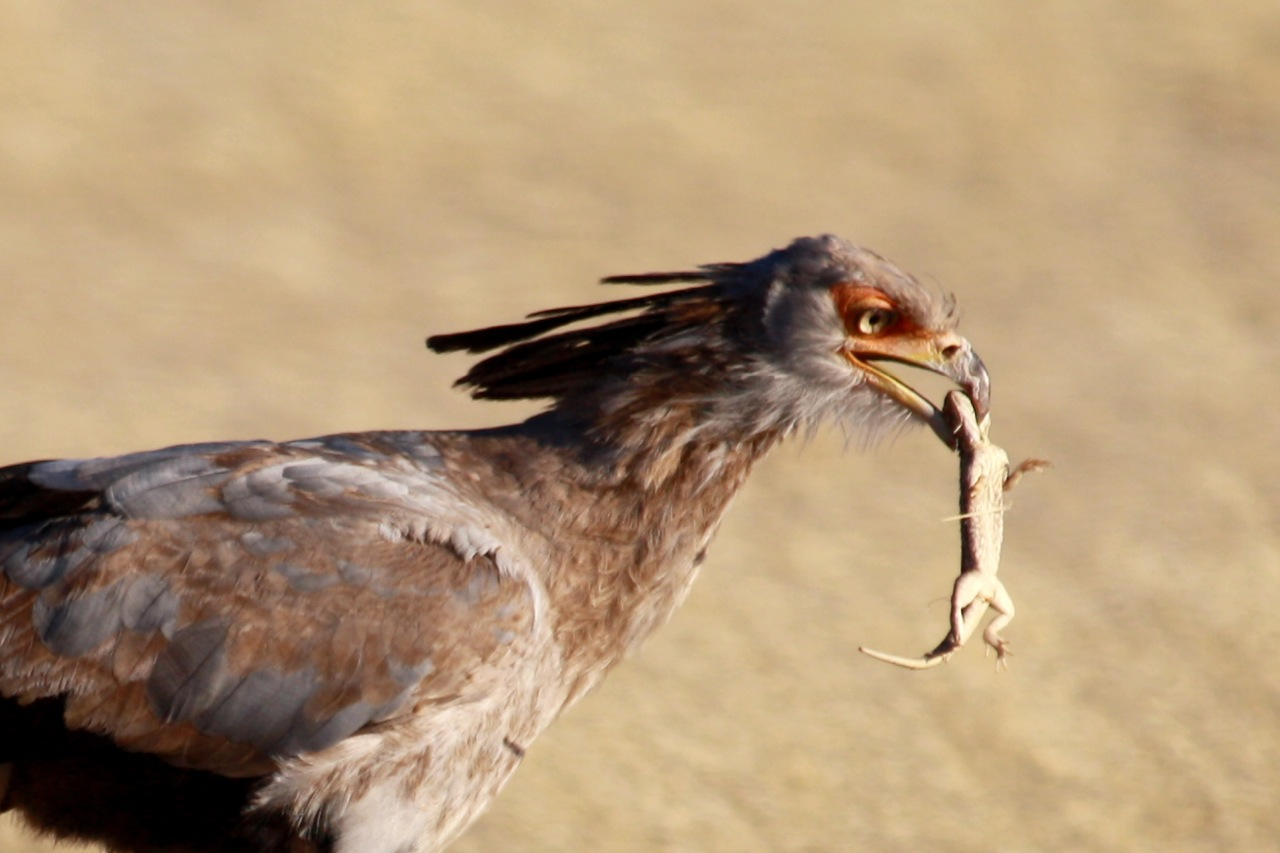
Zu seinen Beutetieren gehören auch Echsen.
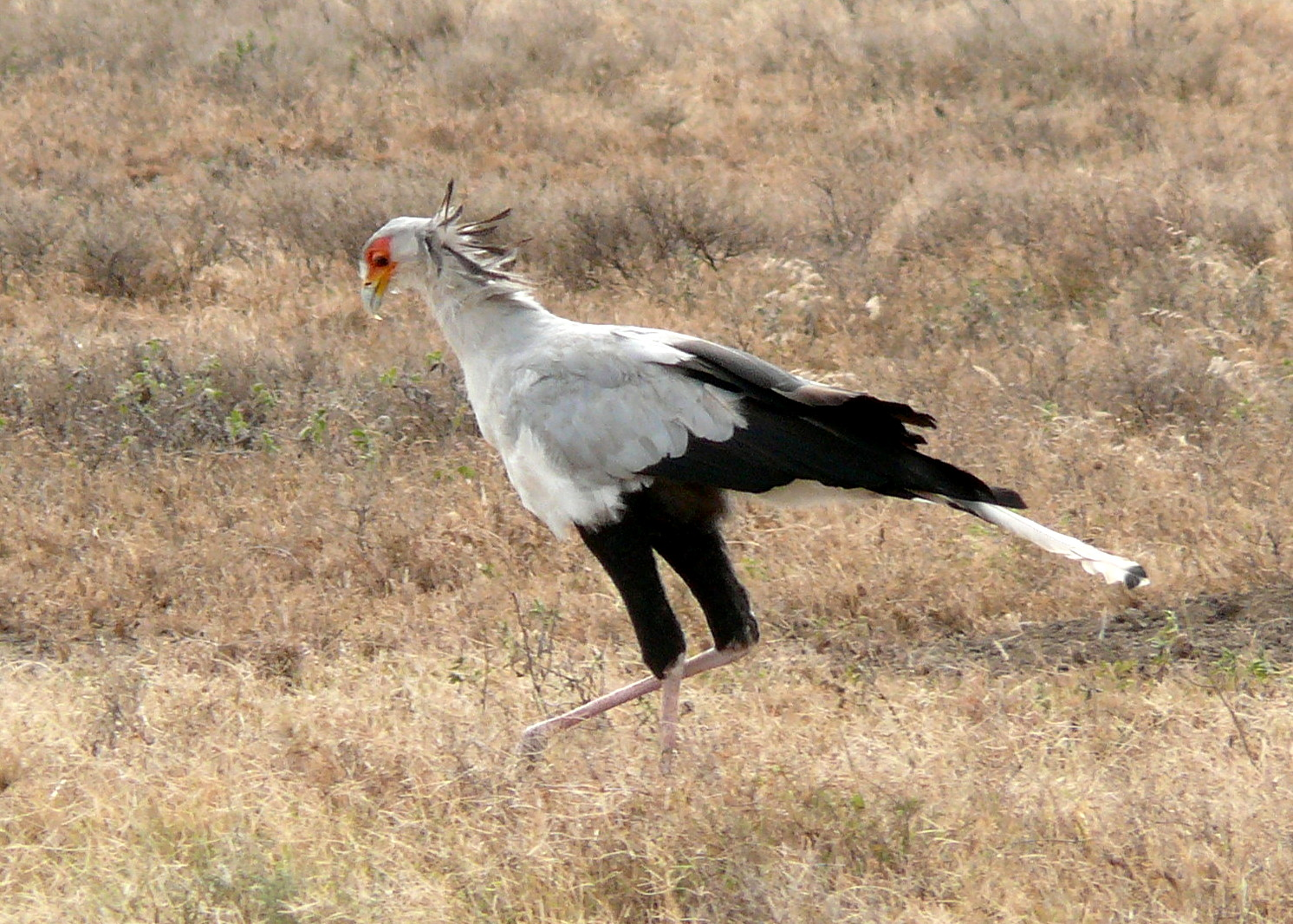
Die Beute wird durch kräftige Fußtritte getötet.
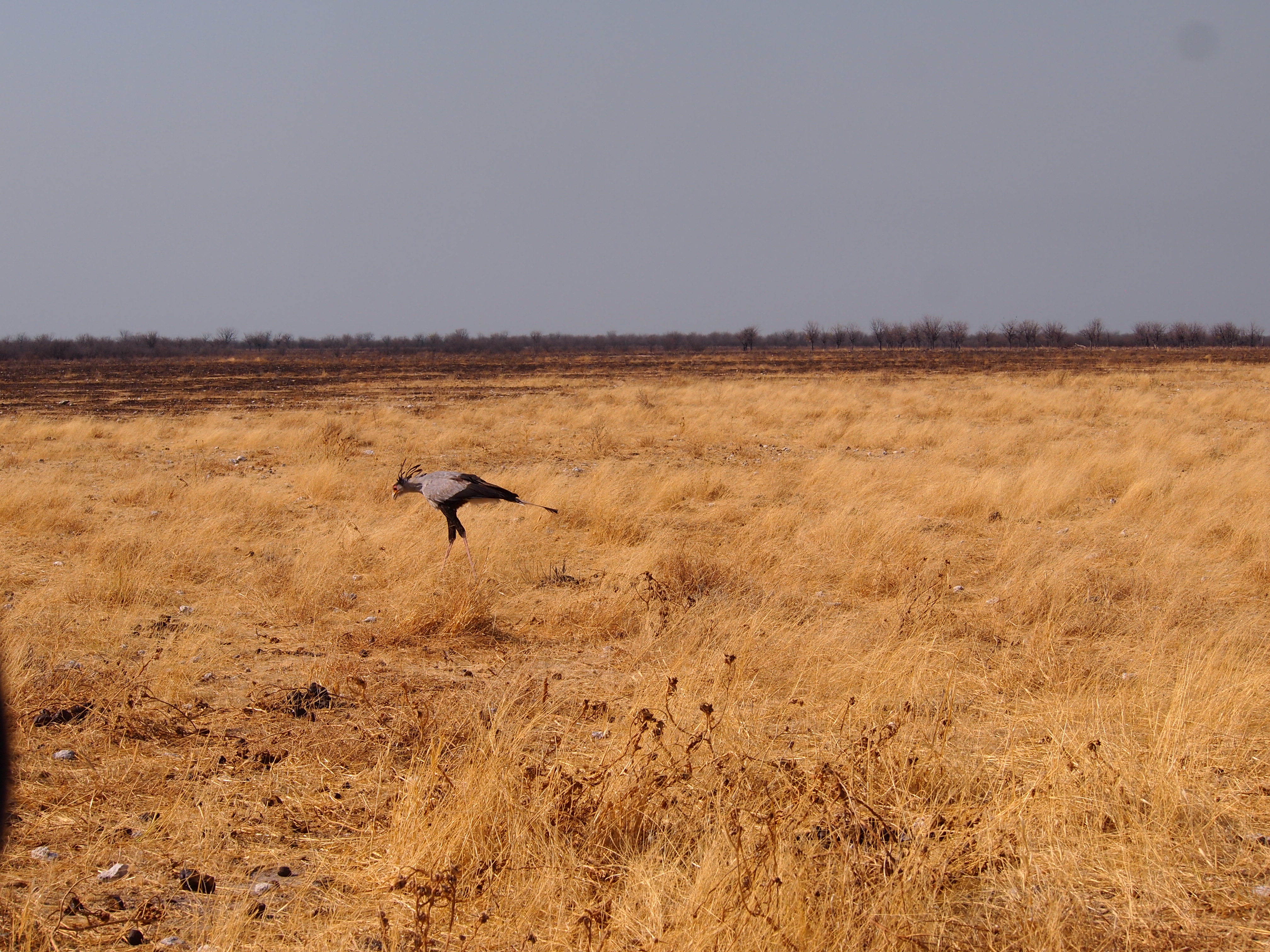
Oft ist die Art jagend in der Nähe von Brandflächen zu finden.

## Fortpflanzung

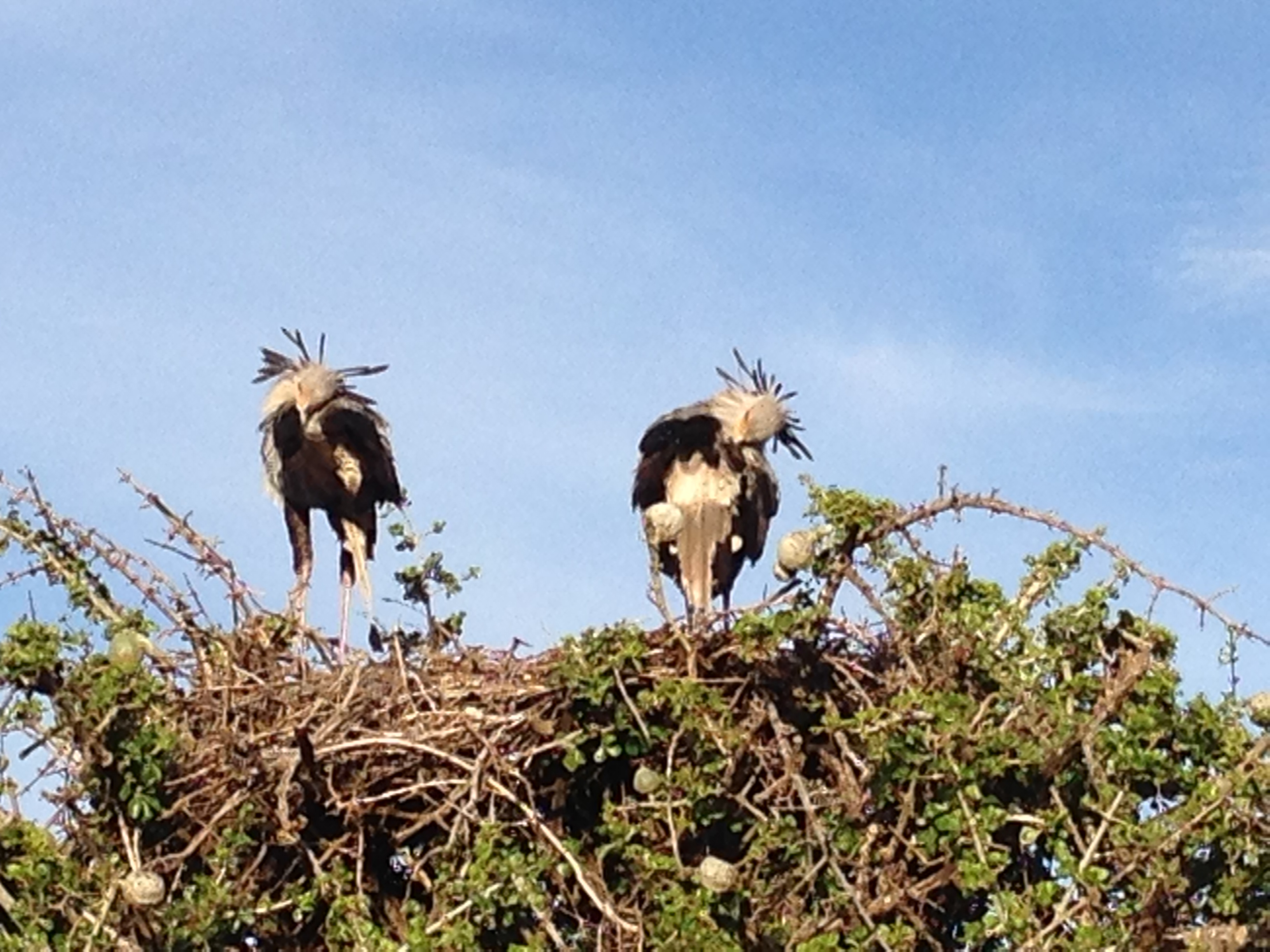
Sekretäre errichten große Nistplattformen in den Kronen meist niedriger Bäume.

Die Brutzeit des Sekretärs korreliert zum Teil mit den Regenzeiten, wenn in der Savanne die meiste Nahrung verfügbar ist. Aber auch außerhalb derselben kann es unter günstigen Nahrungsbedingungen – beispielsweise in recht feuchten Jahren oder bei Massenvermehrungen von Nagetieren und Heuschrecken – zu weiteren Bruten kommen. Zudem gibt es Paare, die von den üblichen, regionalen Brutzeiten komplett abweichen. Man kann also im gesamten Verbreitungsgebiet ganzjährig mit Bruten rechnen; von Sambia aus ergibt sich jedoch mit zunehmender Deutlichkeit nach Süden hin eine Hauptbrutzeit, die zwischen August und März liegt.
Die Reviergröße eines Paares liegt meist zwischen 25 und 45 km², der Abstand zwischen den Nestern benachbarter Paare zwischen 4,5 und 15 km.
Zu Beginn einer Brut fallen die Vögel durch ihre Flugbalz auf, bei der sie hoch über dem Nest kreisen und rufen. Bei „Pendelflügen“, die bis zu 15 Minuten dauern können, lassen sich einer oder beide Partner nach einem Abbremsen in der Luft fallen, um dann wieder aufzusteigen und so fort.
Für den Nestbau wird meist der Kronenbereich eines Baumes plattgetrampelt und aus Zweigen in 3 bis 7,5 m Höhe eine zwischen 1,5 und 2,5 m breite und 20 bis 50 cm hohe Plattform errichtet. Diese wird mit Grashalmen und -büscheln, Wolle und Tierdung ausgekleidet. Nistbäume sind oft Akazien, aber auch andere Dornsträucher oder Bäume wie Feuerdorne oder Kiefern werden angenommen. Manchmal werden alte Nester wiederverwendet, oft aber auch einfach neue errichtet – zumal da die wuchtigen Konstruktionen nicht selten zusammenbrechen. Manchmal können die Bauaktivitäten bis zu einem halben Jahr dauern, ohne dass eine Brut stattfindet, wenn günstige Bedingungen ausbleiben. Beide Partner beteiligen sich am Nestbau. Bisweilen werden Nester von Ohrengeiern oder Steppenfalken übernommen.
Das Gelege besteht aus 1 bis 3, in seltenen Fällen 4 Eiern, die 78 × 56 mm messen und auf altweißem oder blass grüngrauem Grund schütter dunkel gefleckt oder gesprenkelt sind. Sie werden im Abstand von 2 bis 3 Tagen gelegt und von beiden Partnern zwischen 42 und 46 Tagen bebrütet. Die Partner wechseln sich dabei bis zu sechsmal am Tage ab. Die Nestlingszeit beträgt zwischen 64 und 106 Tagen, dauert aber meist 75 bis 90 Tage. Die Jungen können noch 62 bis 105 Tage von den Eltern abhängig bleiben.
Der Bruterfolg kann sehr unterschiedlich ausfallen. Bisweilen kann es nur eine erfolgreiche Brut in sechs Jahren geben, anderswo waren von 26 Bruten 14 erfolgreich. Nur selten kommt es vor, dass drei Junge aus einer Brut ausfliegen. In Jahren mit günstigen Bedingungen kann bereits einen Monat nach einer erfolgten Brut ein weiterer Brutversuch stattfinden.

## Wanderungen
Aufgrund der sehr wechselhaften Bedingungen innerhalb des Verbreitungsgebiets, in dem lange Trockenzeiten, das Auftreten oder Ausbleiben größerer Mengen an Weidetieren oder Buschbrände nicht unüblich sind, lebt die Art vielerorts nomadisch. Unter günstigen Bedingungen siedeln sich Paare für viele Jahre an, brüten mehrfach hintereinander und sind dann Standvögel. Ebenso können die Vögel aber in ungünstigen Jahren abwandern und die Reviere erst Monate oder Jahre später wiederbesetzt werden. In besonders lebensfeindlichen Regionen wandern die Vögel meist weit umher und unternehmen allenfalls einzelne Brutversuche.

## Bestandsentwicklung
Aufgrund starker Bestandsrückgänge im gesamten Verbreitungsgebiet wird der Sekretär von der IUCN mittlerweile als gefährdet (“vulnerable”) eingestuft. Zuverlässige Angaben gibt es nicht, aber der Bestand dürfte einige zehntausend Paare nicht übersteigen. Besonders prekär ist die Lage in Westafrika, wo es seit Jahren keine Beobachtungen mehr gab und die Art vermutlich zu den bedrohtesten Greifvögeln zählt. In Ost- und Nordostafrika ist der Sekretär lokal häufig. Gute Bestände gibt es in Schutzgebieten, aber auch in der Kulturlandschaft mit Ackerbau, wo die Art teils sehr günstige Bedingungen vorfindet. Vielerorts gibt es offenbar aber auch starke Rückgänge, die meist auf die negativen Auswirkungen zunehmender Besiedelung und Landnutzung zurückzuführen sind. Die Art wird meist nicht übermäßig stark verfolgt, reagiert aber empfindlich auf Störungen.
Wichtige Maßnahmen zur Erhaltung der Art wären ein umfassendes Monitoring, um die Populationszahlen und Bestandstrends besser beurteilen zu können. In Gegenden mit starken Rückgängen ist eine Sensibilisierung der Bevölkerung sowie eine genauere Untersuchung der Ursachen erforderlich. Verfolgung, Fang und Handel müssen, wo nötig, unterbunden werden.

## Namensherkunft und Kulturelles

Wappen des Sudan

Die Herkunft der Bezeichnung „Sekretär“ ist ungeklärt, geht aber vermutlich auf die Buren zurück, die den Vogel bereits Mitte des 18. Jahrhunderts als secretaris (Niederländisch für Sekretär bzw. Geheimrat) benannten. Auf Afrikaans wird die Art heute noch sekretarisvoël, auf Niederländisch secretarisvogel genannt. Der Name bezieht sich vermutlich auf die langen, spatelförmigen Nackenfedern, die wie hinter das Ohr gesteckte Federkiele wirken, sowie  die gesamte Erscheinung, die eine gewisse Ähnlichkeit mit einem frühneuzeitlichen Beamten im Gehrock hat.
Die erste gedruckte Beschreibung der Art von 1769 stammt von dem niederländischen Naturkundler Arnout Vormaer (1720–1799), der ein Exemplar mit dem Etikett Sagittarius vom Kap der Guten Hoffnung zugesandt bekommen hatte. Er spekuliert darüber, dass die Bezeichnung Sagittarius (= Bogenschütze) die Gangart des Vogels beschreibt, der bei der Jagd auf Beute an einen sich anschleichenden Bogenschützen erinnert. Die in Südafrika übliche Bezeichnung secretarius sei hingegen eine unsaubere Übertragung des lateinischen Begriffs. Carl Peter Thunberg, der 1772 Südafrika bereiste, schreibt aber 1788, dass die ortsübliche Bezeichnung schlicht secretaris (nicht secretarius) sei. Ein Bezug zwischen dem niederländischen und dem lateinischen Wort muss also nicht unbedingt vorhanden sein.
Andere Theorien, nach denen das Wort eine frankophone Verballhornung des arabischen Ausdrucks saqr-et-tair  (saqr = Falke, tair = Vogel) wären, erscheinen etymologisch wie historisch wenig plausibel – zum einen ergibt die Bezeichnung keinen Sinn, zum anderen ist sie in älteren Quellen nirgends nachzuweisen. Das Artepitheton serpentarius (lateinisch serpens = Schlange) bezieht sich wohl auf die Fähigkeit, Schlangen zu erjagen.
Der Sekretär ist eine Wappenfigur im Wappen Südafrikas und im Wappen des Sudan.